# Juvigny, Haute-Savoie
Juvigny este o comună în departamentul Haute-Savoie din sud-estul Franței. În 2009 avea o populație de 641 de locuitori.

## Evoluția populației
| An        | 1975 | 1982 | 1990 | 1999 | 2006 | 2009 |
| --------- | ---- | ---- | ---- | ---- | ---- | ---- |
| Populație | 304  | 415  | 542  | 539  | 620  | 641  |